# Distretto di Chuquibamba (Arequipa)
Il distretto di Chuquibamba è uno degli otto distretti della provincia di Condesuyos, in Perù. Si trova nella regione di Arequipa e si estende su una superficie di 1.255,04 chilometri quadrati.

Ha per capitale la città di Chuquibamba e contava 4.123 abitanti al censimento 2005.